# Borjomi
Borjomi (tiếng Gruzia: ბორჯომი) là một thị trấn nghỉ dưỡng ở trung tâm nam Gruzia, cách thủ đô Tbilisi 160 kilômét với dân số 10.546 người. Đây là một trong những huyện của vùng Samtskhe-Javakheti và nằm ở phía tây bắc của vùng này, bên trong hẻm núi Borjomi đẹp như tranh vẽ, ở rìa phía đông của vườn quốc gia Borjomi-Kharagauli. Thị trấn nổi tiếng với ngành công nghiệp nước khoáng (mặt hàng xuất khẩu hàng đầu của Gruzia), cung điện mùa hè Romanov ở Likani và vườn quốc gia Borjomi-Kharagauli gần đó.
Nước khoáng Borjomi đặc biệt nổi tiếng ở những nước thuộc Liên Xô cũ, hoạt động đóng chai nước khoáng là một nguồn thu nhập chính của khu vực. Vì các suối khoáng trong khu vực được cho là có khả năng chữa bệnh nên nó là điểm đến thường xuyên của những người có vấn đề về sức khỏe. Borjomi cũng là nơi có công viên giải trí theo chủ đề sinh thái rộng lớn nhất ở Kavkaz.

## Lịch sử
Vào thời Trung Cổ, khu vực Borjomi ngày nay là một phần của tỉnh Tori. Nó có một loạt các pháo đài canh giữ các ngã tư chiến lược của các tuyến đường dẫn đến các tỉnh phía tây, phía đông và phía nam của đất nước. Ba pháo đài quan trọng nhất là “Gogia”, “Petra” và “Sali” - vẫn nhìn ra thị trấn từ những ngọn đồi gần đó. Từ thế kỷ 16 đến thế kỷ 19, khu vực này thuộc về gia đình quý tộc Avalishvili, nhưng phần lớn đã bị tiêu diệt do sự xâm lược của Ottoman.
Sau khi Nga sáp nhập Gruzia, khu vực Borjomi bắt đầu hồi sinh. Tên Borjomi được ghi nhận lần đầu tiên vào những năm 1810. Thị trấn và các khu vực xung quanh được đặt dưới quyền của chính quyền quân sự Nga. Borjomi bắt đầu có lực lượng quân sự vào những năm 1820. Các tòa nhà và nhà tắm bắt đầu mọc lên vào những năm 1830. Đầu những năm 1840, khi Phó vương Kavkaz Yevgeny Golovin đưa con gái của mình đến để chữa bệnh, ông đã xúc tiến việc chuyển giao nguồn nước ở đây từ quân đội sang chính quyền dân sự. Phó vương Mikhail Semyonovich Vorontsov đã bị thu hút bởi cảnh quan nơi này và những dòng nước khoáng, đã biến Borjomi thành nơi cư trú mùa hè của mình và trang hoàng lại nó với các công viên mới. Khí hậu ấm áp, suối nước khoáng và những cánh rừng đã khiến Borjomi trở thành khu nghỉ mát mùa hè được yêu thích của tầng lớp quý tộc, và đặt cho nó cái tên phổ biến là "viên ngọc của Kavkaz". Trong những năm 1860, các khách sạn mới được xây dựng và cơ quan quản lý nước khoáng được thành lập. Năm 1871, Borjomi được ban tặng cho thành viên hoàng gia là Đại công tước Mikhail Nikolayvich, lúc đó đang là phó vương của Kavkaz. Vào những năm 1890, con trai của Mikhail là Nikolay đã xây dựng một công viên và một lâu đài tại Likani, cuối phía tây của Borjomi. Nước khoáng đóng chai bắt đầu được xuất khẩu rộng rãi. Thị trấn đã phát triển đáng kể trước sự gia tăng của người Nga di cư và vào năm 1901, lần đầu tiên số lượng cư dân gốc Nga (2.031 người) vượt xa người Gruzia bản địa (1.424 người).

## Khí hậu
| Tháng                                    | 1           | 2           | 3           | 4           | 5           | 6           | 7           | 8           | 9           | 10          | 11          | 12          | Năm           |
| ---------------------------------------- | ----------- | ----------- | ----------- | ----------- | ----------- | ----------- | ----------- | ----------- | ----------- | ----------- | ----------- | ----------- | ------------- |
| Trung bình ngày tối đa °C (°F)           | 2.5 (36.5)  | 4.6 (40.3)  | 10.6 (51.1) | 17.1 (62.8) | 20.2 (68.4) | 23.7 (74.7) | 26.6 (79.9) | 27.2 (81.0) | 23.5 (74.3) | 15.6 (60.1) | 10.5 (50.9) | 5.5 (41.9)  | 15.6 (60.2)   |
| Trung bình ngày °C (°F)                  | −2.5 (27.5) | −1.0 (30.2) | 4.4 (39.9)  | 10.1 (50.2) | 14.0 (57.2) | 17.5 (63.5) | 20.5 (68.9) | 20.4 (68.7) | 16.6 (61.9) | 9.5 (49.1)  | 5.0 (41.0)  | 0.1 (32.2)  | 9.5 (49.2)    |
| Tối thiểu trung bình ngày °C (°F)        | −6.1 (21.0) | −4.8 (23.4) | −0.2 (31.6) | 4.4 (39.9)  | 8.4 (47.1)  | 11.9 (53.4) | 15.6 (60.1) | 15.1 (59.2) | 11.1 (52.0) | 5.0 (41.0)  | 1.1 (34.0)  | −3.3 (26.1) | 4.9 (40.7)    |
| Lượng Giáng thủy trung bình mm (inches)  | 41.1 (1.62) | 40.6 (1.60) | 41.1 (1.62) | 55.3 (2.18) | 81.2 (3.20) | 85.3 (3.36) | 51.0 (2.01) | 48.3 (1.90) | 51.8 (2.04) | 62.7 (2.47) | 51.6 (2.03) | 43.4 (1.71) | 653.4 (25.74) |
| Số ngày giáng thủy trung bình (≥ 0.1 in) | 11.4        | 10.8        | 11.9        | 12.8        | 16.6        | 15.7        | 10.7        | 10.3        | 10.3        | 11.4        | 10.4        | 10.5        | 142.8         |
| Nguồn 1: Climate-Data.org                |             |             |             |             |             |             |             |             |             |             |             |             |               |
| Nguồn 2: NOAA                            |             |             |             |             |             |             |             |             |             |             |             |             |               |

## Người nổi tiếng
- Nikolay Abramashvili (1918–42), phi công của Lực lượng Phòng không Liên Xô
- Nodar Kumaritashvili (1988–2010), vận động viên trượt băng nằm ngửa
- Otto Smik (1922–44), phi công của Không quân Hoàng gia Anh
- Jemal Zeinklishvili – cựu cầu thủ của "Dinamo" Tbilisi